# Kamen Rider
Наездник в маске (яп. 仮面ライダー Камэн Райда:) — японский супергеройский телесериал в жанре токусацу, сезоны которого никак не связаны между собой, кроме кроссоверов между героями. Первый сезон вышел в 1971 году. С тех пор сериал несколько раз прерывался, но с 2000 года показывается непрерывно. На данный момент идёт премьера 35 сезона.

## История

### Эпоха Сёва Камен Райдеров (1971—1989)
Сериал «Kamen Rider» был придуман японским автором манги, аниме и токусацу, Сётаро Исимори. Изначально (1970 год) «Kamen Rider» был задуман как сериал в жанре ужасов об органическом мутанте, способным принимать облик полу-насекомого (основанного на саранче).
Подобная концепция была предложена Исимори японской компании Toei, однако в чистом виде отвергнута, а потому концепция была переделана: Наездник в маске стал киборгом в костюме, напоминающем насекомое. Герой, выглядящий как обычный человек, трансформировался в супергероя с помощью особого пояса. Целевая аудитория сериала была определена как детская (хотя в итоге сериал оказался наполнен множеством сцен убийств людей, особенно в ранних сериях).
3 апреля 1971 года сериал стартовал в Японии, представляя собой продукт совместного производства Toei и самого Исимори.
Наездник в маске (также его стали называть просто Камэн Райдер) по имени Такэси Хонго, сражался с колоритными «злодейскими» организациями, которые использовали в своих тёмных планах различных монстров и киборгов. Камэн Райдер побеждал их в бою, используя приёмы боевых искусств, а затем уничтожал с помощью специальных «финишных» атак, самой известной и часто применяемой из которых стал т. н. «Rider Kick» («Райдер Кик», «Райдер Пинок», «Райдер Удар»). В действии также активно участвовал супермотоцикл.
Поскольку рейтинги первых серий были не такими высокими, как ожидалось, встал вопрос о закрытии проекта. Однако затем в сериал ввели второго Камэн Райдера по имени Хаято Итимондзи, заменив им в сюжете первого Наездника в маске. На самом деле актёр Хироси Фудзиока, игравший Такэси Хонго, получил сложный перелом ноги на съёмках и несколько месяцев не мог сниматься, поэтому и ввели нового Наездника в маске в исполнении актёра Такэси Сасаки. После введения второго героя Наездники назывались «Камэн Райдер 1» и «Камэн Райдер 2».
Стилистика сериала также эволюционировала от полуготической мрачности первых серий до ярких и насыщенных действием историй ближе к финалу. В сериал внесли толику юмора, колоритных персонажей, немного патетики, а также стилистики аниме о супергероях. Всё это предопределило огромный успех сериала в Японии.
Огромная популярность, пришедшая к Наезднику в маске, привела к тому, что сериал, вместо планируемых 36 серий растянулся на целых 98 серий и окончился только в феврале 1973 года.
Всего через две недели стартовал второй сезон — «Kamen Rider V3». Сюжетно сезон был продолжением своего предшественника, поэтому имело место широкое эпизодическое участие двух первых Камэн Райдеров и некоторых персонажей из первого сезона. Кроме того, в этом сезоне впервые опробовали концепцию «дополнительного» Райдера (в данном случае — Райдермана). Всем этим создатели добились того, что рейтинг сериала поднялся ещё выше. Роль Камэн Райдера V3 (Кадзами Сиро) стала первой серьёзной удачей для Хироси Мииути — будущей суперзвезды «toku-show» 70-х и последующих годов. Сезон длился 52 серии.
В 1974 году выходит 3-й сезон сериала — «Kamen Rider X» (35 эпизодов). Сезон был менее масштабным, чем предшествующие сезоны и несмотря на ряд интересных находок (скажем, утверждение общей вселенной всех Наездников с обязательным «team-up» в сезоне), остался сравнительно малозамеченным. Также в нём выявилась тенденция, которая затем отчётливо прослеживалась в сериале вплоть до 90-х годов — гораздо большее внимание уделялось не самому герою как человеку, а его облику Райдера. Сами герои как люди зачастую (но не всегда) были довольно плоскими «хорошими парнями», акцент же делался на их ипостаси Наездника в маске. Иначе говоря, образ супергероя был главнее его носителя. Также в сериале утвердился набор неких правил, каким должен быть «настоящий» Камэн Райдер — киборг, мужчина, на мотоцикле, с поясом для превращения и т. д.
Четвёртый сезон Kamen Rider Amazon был большим экспериментом с образом Наездник в маске, отчасти возвращаясь к их первоначальной концепции. Поэтому сезон наполнен кровью и достаточно жестокими по меркам середины 70-х сценами боёв (скажем, Камэн Райдер Амазон здесь регулярно разрывал врагов на части), а сам Наездник Амазон не был киборгом (хотя это был один из первоначальных столпов сериала) и не обладал обликом насекомого (его костюм напоминал скорее ящерицу и пиранью). Ввиду того, что история о Камэн Райдере Амазоне вызвала больше шока и недовольства, чем популярности, то сезон был завершён всего в 24 серии. В это же самое время Исимори всерьёз занимался некоторыми другим своим проектами, одним из которых стал «Goranger» — первый сезон другого легендарного токусацу-сериала «Super Sentai Show»…
И всё же, в 1975 году, Сётаро Исимори решил завершить историю Камэн Райдеров новым сезоном, «Kamen Rider Stronger», который стал пятым по счёту. В этом сезоне сделали первую попытку ввести Камэн Райдера женского пола, но он получил длинное имя «Electro-Magnetic Wave Human Tackle» (большинство зовут её просто Такл). Костюм Такл был основан на божьей коровке, у фэнов как персонаж она вызвала по большей части только споры, да и осталась не до конца реализованной, а потому в будущем практически никогда не попадала в списки Райдеров. Кроме того, в сезоне было чрезмерное количество «героических» поз и диалогов, что сделало сезон весьма комичным. После окончания сезона в январе 1976 года вышел «tv-special» про всех семерых Райдеров, в котором сериал мажорно и с помпой официально закончился.
После этого Сётаро Исимори получил возможность вплотную заняться «Goranger», а затем и их продолжателями — «JAKQ» (1977). Однако относительный неуспех последнего сериала в 1977 году и отсутствие, как казалось Исимори, каких-либо перспектив у этого направления в будущем, заставили его навсегда покинуть только-только родившихся Могучих Рейнджеров и в начале 1979 года вернуться к идее Наездников в маске. В октябре 1979 года стартовал новый сезон, который первоначально представлял собой почти ремейк первого и поэтому также назывался просто «Kamen Rider». Новый герой Скайрайдер (названный так из-за способности летать) сражался с очередной злой организацией и монстрами. В процессе развития сюжета было решено свести Скайрайдера, со старыми Наездниками в маске, а потому сезон был переименован в «New Kamen Rider». Широкое эпизодическое участие предыдущих Наездников (порядка 20 из 54 эпизодов), и модернизация внешнего облика нового Наездника вполне возродили сериал, хотя и не вернули ему всей былой популярности начала 70-х годов.
Сразу за Скайрайдером стартует «Kamen Rider Super-1» (1980-81), но и его 48 эпизодов и некоторые новые модернизации всё-таки так и не смогли вернуть сериалу всех его поклонников и весь его рейтинг (который, правда, и теперь был чрезвычайно высок). В этом сезоне активно использовалась тема космоса и электроники, а сам Наездник получил возможность изменять свои перчатки, давая себе новые способности. После окончания этого седьмого по счёту сезона (октябрь 1981 года), Исимори снова забросил сериал.
Однако вскоре, в 1982 году, был выпущен комикс из 13ти выпусков «Камэн Райдер ZX», в котором были использованы идеи, которые Исимори не реализовал в планируемом продолжении «Kamen Rider Super-1». Комикс имел хороший успех и возродил надежды фанатов, что сериал воскреснет и на экране. И в итоге осенью 1983 года компания «Toei» объявила, что совместно с Исимори собирается снова запустить Камэн Райдера на экраны. Возвращение должно было стать широкомасштабным и триумфальным, а новый сезон должен был стать экранизацией комикса. Компания «Toei» повела широкую рекламу грядущего масштабного сезона, получившего по имени главного героя название «Kamen Rider ZX» (причём принимать в нём участие должны были все предыдущие Камэн Райдеры). Однако затем, сочтя рейтинги двух предыдущих сезонов слишком низкими для реализации продолжения, Toei отменила сезон после съёмок первых двух пилотных эпизодов нового сезона. «Toei» пришлось извиняться перед фанатами, так и не объяснив причины срыва сезона (это сделали только в 2006 году). Отснятый материал был смонтирован в телевизионный фильм и показан в январе 1984 года по японскому телевидению. На этом история «Kamen Rider ZX» закончилась, толком не начавшись, а возрождение сериала не состоялось.
Однако через три года, в октябре 1987 года, Сётаро Исимори вновь воскресил «Наездника в маске», запустив на экранах новый 8-й сезон под названием «Kamen Rider Black» («Чёрный Наездник В Маске»). Этому предшествовали длительные и тщательные приготовления к новому возвращению на экраны. Так, только актёра на главную роль искали несколько месяцев среди сотен кандидатов и в итоге выбрали актёра-непрофессионала Тэцую Курату. Новый сезон продолжался 51 серию и несколько изменил образ Камэн Райдера, убрав часть патетики, поз и направленности на детскую аудиторию. Местами мрачноватый и напряжённый сюжет нового сезона повествовал о Минами Котаро — Чёрном Камэн Райдере, который был превращён в киборга Чёрное Солнце таинственным культом Голгом, но затем бежал и стал сражаться на стороне добра. Заключительная часть сезона была полна драматизма и противостояния Минами Котаро и Лунной Тени, под этим именем скрывался сводный брат главного героя, который был также превращён в боевого киборга в Голгоме и лишён своей памяти. Лунная Тень как персонаж стал очень популярен и превратился в первого «злого» Камэн Райдера в истории сериала. Сам по себе сезон «Kamen Rider Black» также получил огромный успех благодаря своей интересной истории, отлично поставленным боям и колоритным персонажам, а монстры зачастую выглядели действительно устрашающими.
Успех «Kamen Rider Black» был таким большим, что сразу вслед за его окончанием осенью 1988 года стартовал следующий сезон, «Kamen Rider Black RX», который состоял из 47 серий. Новый сезон был прямым продолжением предыдущего (с сохранением главного героя). Продолжение истории Чёрного Наездника В Маске, в которой он получил новую, более мощную форму Чёрного Наездника в маске RX, получилось более зрелищным, но менее интересным. Враги впервые были из космоса, Наездник впервые имел несколько форм костюма (здесь три), а в двух сериях появлялся Лунная Тень.
В 1990-е годы Сётаро Исимори решает предпринять новую попытку вернуть сериалу былое величие, но теперь он решил выпускать не сезоны, а фильмы. В качестве первой попытки «возвращения» Исимори решил реализовать свой самый ранний вариант замысла Наездника в маске — вариант, когда бы Наездник был органическим мутантом с обликом насекомого. И вот, в январе 1992 года на экраны Японии выходит полнометражный полуторачасовой фильм ужасов Shin Kamen Rider. Местный Райдер, человек-сверчок Син, сражался без мотоцикла и жестоко расправлялся со врагами. Такая трактовка Райдера столь сильно отличалась от привычной, что Сина даже не включили в большинство классификаций Камэн Райдеров, а сам фильм не принёс того успеха, который от него ждали, оставшись довольно рядовым фильмом ужасов класса «Б».
Однако Сётаро Исимори продолжал свои эксперименты, в январе 1993 года выпустив ещё один художественный фильм, на сей раз одночасовой — Kamen Rider ZO. В этом кино присутствовала гораздо более традиционная трактовка Наездника В Маске, плюс удачный сюжет и хорошее качество его исполнения. В результате фильм, сюжетно весьма напоминавший американский боевик Терминатор 2: Судный день, имел очень приличный успех.
В январе 1994 года выходит 45-минутное кино Kamen Rider J. Несмотря на необычный мистический сюжет и применение новомодных компьютерных эффектов, кино не имело успеха предыдущего фильма. Причины крылись в том, что Камэн Райдер J был почти полной внешней копией Камэн Райдера ZO, а идея увеличить Райдера в финальной битве до размеров, более привычных поклонникам Супер Сэнтая, Ультрамана, или Годзиллы, не была успешной. После этого последовал второй относительный провал — специальное мувие «Kamen Rider VS Ultraman» (апрель 1994), где Камэн Райдер 1 образца 1973 года был увеличен для совместной битвы с Ультраманом, прошло практически незамеченным, а попытка связать столь непохожих героев в общем и целом провалилась.
Наконец, окончились почти ничем планы Исимори соединить Камэн Райдеров J и ZO для совместной истории, возможно даже для нового сезона, и ввести этих двух новых Райдеров в общую вселенную Наездников в маске. Полностью снять нормальное совместное кино не получилось, всё ограничилось коротеньким 12-минутным фильмом «Kamen Rider World» (июль 1994), где без нормальной сюжетной подоплёки были навалены монстры из разных предыдущих сезонов сериала.

### Эпоха Хэйсэй Камэн Райдеров (2000—2019)
Вторая половина 90-х годов считалась плохим временем для Камэн Райдеров — после окончательного прекращения производства франшизы в 1994 году, потянулись «пустые» для поклонников Камэн Райдера годы. 28 января 1998 года всех настоящих фанатов настигла тяжелейшая весть — Сётаро Исимори скончался.
Однако компания «Toei» неожиданно купила после смерти Исимори его компанию, а с ней получила и все права на Камэн Райдера, после чего в 1999 году внутри «Toei» было решено попытаться оживить сериал ещё раз. Как первый шаг, в январе 2000 года в Токио прошло грандиозное шоу-концерт, где приняли участие многие актёры-исполнители ролей предыдущих Камэн Райдеров, а также певцы, в оригинале исполнявшие песни из саундтреков к сезонам.
А сразу вслед за этим стартовал новый, 10-й по счёту полнометражный сезон сериала — «Kamen Rider Kuuga» («Камэн Райдер Кууга»). Поскольку компания «Toei» уже много лет держала своим основным сериалом «Super Sentai Show», то в этом сезоне концепция во многом базировалась на этом сериале: Райдер больше не являлся киборгом, а его пояс для превращения больше напоминал по смыслу преобразователи японских Рейнджеров, так как теперь возникал до активации превращения, а не в процессе. Сам сериал стал более зрелищным, и почти полностью лишился мажорности и «героичности» старых сезонов, превратившись по существу в захватывающее развлекательное шоу. В сериале также закрепилось положение о нескольких формах Райдеров (обычно не менее 2). Сам по себе Кууга надолго стал чемпионом по числу форм — у него их было 11. Кроме того, теперь внутри сезонов сами Камэн Райдеры зачастую так не назывались, их звали просто по «имени», например, «Кууга». Также, как уже говорилось, Райдерам стало необязательно иметь «Rider Kick», а если он и имелся, то редко так назывался. Действие из локальных боёв с монстрами в каждой серии, обёрнутых в незамысловатый сюжет очередной серии, превратилось в сквозную историю со множеством регулярных побочных героев.
Сюжет Кууги вращался вокруг молодого юноши, оказавшегося обладателем волшебного пояса, внедрившегося в его тело, и получившего способность превращаться в воина Куугу, чтобы сражаться с монстрами Гронги, убивающими людей ради своей религии и «игры» (в этом сезоне людей убивали в просто астрономических количествах — десятками и даже сотнями). Кууга имел множество форм (внешне мало различных, скорее, отличия были в цвете и броне на туловище), и сражался при поддержке своих друзей. В целом сезон представлял собой череду локальных историй, мало связанных между собой, в каждой истории Кууга встречался с новым Гронги, проигрывал ему, затем открывал в себе новую форму или атаку и побеждал Гронги, при этом он попутно решал какую-либо моральную, этическую, нравственную, или иную проблему себя, или своих друзей (чаще всего это никак не было связано с конкретным монстром). Серии были наполнены длинными диалогами, которые перемежались боями Кууги и монстров, не всегда хорошо поставленными.
Несмотря на другие отдельные огрехи производства, связанные с отсутствием опыта производства, сезон «Kamen Rider Kuuga» всё-таки получил громадный рейтинг. При этом многие старые фанаты объявили нового Райдера Куугу едва ли не подделкой, не приняв многочисленные модификации «новой» версии сериала. Тем не менее, возрождение сериала состоялось. В данном сезоне вышло 49 эпизодов.
Воодушевлённая успехом «Kamen Rider Kuuga», компания «Toei» решила продолжить производство сериала и снова сделала его регулярным телевизионным шоу с полнокровными (порядка 50 эпизодов) ежегодными сезонами и обязательными «побочными» фильмами. Новый сезон теперь аккуратно выходил в январе-феврале каждого года и продолжался до января-февраля следующего. «Старые» сезоны (времени Исимори) получили обозначение «Сёва»-эра, а «новые» — «Хэйсэй»-эра.
Второй «новый» сезон (и 11-й по счёту из всех) назывался «Kamen Rider Agito» («Камэн Райдер Агито») (2001). Этот сезон вернул в сериал наличие в одном сезоне сразу нескольких Райдеров и сделал отличительной чертой новых сезонов такую вещь, как напряжённый и глубокий сюжет, где «толком ничего не ясно до конца, да и после не всё ясно». Отныне сериал был не только зрелищным, но и запутанным, со сложными жизненными конфликтами героев между собой. Внимание уделялась (в разной пропорции) всем Райдерам сезона, чьё число не ограничивалось (в данном сезоне — 4).
Вообще, по сравнению со старыми сезонами, гораздо большее внимание теперь стало уделяться не Райдеру как Райдеру, а Райдеру как персонажу, его характеру и переживаниям. К сезону стало обязательно снимать фильм, обычно представляющее собой или альтернативную историю сезона, или его приквел, или особый эпизод. В таком фильме обязательно должен был появится минимум один новый Райдер, созданный специально для этого фильма. Данный Камэн Райдер сезон имел 51 эпизод.
Сюжет Камэн Райдера Агито повествовал о том, как обладающие особой мистической силой люди — Камэн Райдеры Агито, Гиллс и Иной Агито, при поддержке высокотехнологичного Камэн Райдера G3 сражались с монстрами Неизвестными. В каком-то смысле (мистика, таинственные монстры, непонятный источник силы) сезон продолжал предыдущий, в том числе схожим дизайном главного героя и упоминанием Кууги в сюжете. В отличие от Кууги, в Агито был сквозной сюжет настоящей драмы. Благодаря Агито, в сериале довольно чётко выделилось два основных типа Райдеров — получавшие силу от высокотехнологичных устройств (G3), или же от некого мистического источника (Агито). Сезон «Kamen Rider Agito» в момент окончания трансляции (начало 2002 года) имел максимальный среди «новых» сезонов рейтинг. Агито окончательно закрепил возвращение Наездника в маске как постоянное субкультурное явление, прочно став вторым главным сериалом компании «Toei».
Следующий, 12-й по счёту сезон сериала — «Kamen Rider Ryuki» («Камэн Райдер Рюки») (2002), довёл число Райдеров в одном сезоне до 15 штук (считая с фильмом и спешалом к сезону). Сезон продолжил «модификации» идеи Камэн Райдеров: мотоциклы теперь могли быть не у каждого Райдера, а костюм Камэн Райдера теперь не обязательно бы стилизован под облик насекомых (обычно все Райдеры были стилизованы под кузнечиков, сверчков, или жуков). Сюжет сезона на сей раз повествовал о Войне Райдеров — 13 Камэн Райдеров, обладающих фантастическими доспехами, должны были сражаться в Зеркальном Мире (зеркальное измерение-отражение нашего мира) с монстрами и друг с другом. Победитель в этой схватке получал право на исполнение любого желания.
Из других находок сезона можно отметить использование неких полуволшебных карт для проведения атак, а также то, что каждый Райдер имел своего «Контрактного Монстра», то есть монстра, который даровал ему силы и сражался на его стороне. Камэн Райдеры отказались от множества похожих друг на друга форм (теперь только у главных Райдеров было лишь по 2-3 формы, каждая была «просто» апгрейдом предыдущей). Также в этом сезоне (вернее, в фильме к нему) появился первый официальный Райдер-женщина — Камэн Райдер Фемме, а ряд Камэн Райдеров были ярко-отрицательными личностями. Также, именно в этом сезоне стала действительно массово использоваться уже довольно качественная компьютерная графика.
Упор сезона не на сражения Райдеров с монстрами, а на сражения Райдеров друг с другом, значительно ударил по рейтингу, поскольку многие зрители оказались не готовы к столь резкой перемене самой сути Камэн Райдеров, которые в двух предыдущих сезонах ещё оставались «всадниками справедливости на колёсах», хотя во второй половине сезона рейтинги поднялись. Рюки в момент выхода был прозван многими фанатами «чёрной овцой». Однако сезон всё же считается полным из-за количества эпизодов, которых было 50.
В итоге следующий сезон — «Kamen Rider Faiz 555» («Камэн Райдер Файз 555») 2003 года был несколько более традиционным, отчасти вернувшись к привычному образу Наездника в маске. Число Райдеров уменьшилось (Файз, Кайза и Дельта в сезоне и Псайга и Орга в фильме), однако резко возросла напряжённость отношений между ними. Каждый персонаж, кроме главного героя стал неоднозначен. В данном сезоне также вышло 50 эпизодов. Сюжет крутился вокруг того, как ряд людей научился превращаться в монстроподобные формы — Орфеноков, и решили уничтожить людей. Для защиты от Орфеноков в распоряжение людей попадает три высокотехнологичных пояса, с помощью которых можно надеть фантастического вида доспехи. Запутанная и сложная история, а также равно и жёсткие и эффектные бои в «технологическом» стиле на время значительно спасли рейтинг сериала и вновь подняли его. «Изюминкой» сезона было то, что здесь в первый (и столь масштабно — в последний раз) внимание уделялось много больше персонажами, которые не были однозначно связанными со «своим» поясом Райдера. Иначе говоря, носителем пояса в этом сезоне мог стать если не любой, то очень многий, хотя у каждого пояса имелся свой основной носитель, который и считался официальным альтер эго этого Райдера. В костюмах Райдеров перебывала чуть ли не половина персонажей сезона, причём некоторые одевали сразу по несколько поясов. Вся основа силы Райдеров на сей раз была строго «научной» и высокотехнологичной, а в сюжете почти отсутствовали однозначно положительные или отрицательные герои. Широко применялись «Райдер Кики» и необычные трансформируемые мотоциклы. Как уже говорилось, это всё пошло сезону на пользу.
Гораздо меньше повезло следующему, 14-му сезону франшизы — «Kamen Rider Blade» («Камэн Райдер Блейд») (2004), поскольку данный сезон практически не нёс в себе новых деталей, заимствуя и обобщая детали предыдущих сезонов. Сюжет крутился вокруг четверых волшебных Камэн Райдеров (Блэйд, Гаррен, Калис и Леангл, в фильме также появились Глейв, Ланс и Ларк), которые использовали тему покера (они делились по мастям и использовали особые «боевые» карты). Все монстры — Бессмертные, также были «картами» покера. Интересно, что их нельзя было убить — после поражения монстров заточали в особые «карты» и далее Райдер использовал их в бою.
В сезоне было много эффектных боёв, красивых атак и продуманная боевая система. С другой стороны, это сводилось на нет вялым сюжетом первой половины сезона, многими сюжетными и технологическими повторами из других сезонов, а также не слишком проработанной историей, откуда взялись «карты», Бессмертные и вообще подоплёка сюжета. Хотя для повышения рейтинга вторая половина сезона была доверена другой команде креаторов и те ускорили и улучшили сюжет, эти усилия не дали нужного эффекта — «Kamen Rider Blade» до 2012 года имел самый низкий рейтинг из всех сезонов XXI века. В сезоне Блейда вышло 49 серий.
В 2005 году на экраны выходит сезон «Kamen Rider Hibiki» («Камэн Райдер Хибики»), который был реализацией совершенно стороннего проекта о музыкальных демонах. Создателем сезона стал Сигенори Такадэра. Все Наездники сезона были начисто лишены облика насекомых и поясов для превращения, а сами они были не Райдерами, а демонами Они, которые сражались с древними демонами Макамо. В центре истории был даже не главный Райдер Хибики, а его 14-летний ученик, который тоже хотел стать Они.
Достаточно нетрадиционный сюжет (в первых сериях не являвшийся сквозным), а также «магически-демоническая» стилистика, плюс почти полное отсутствие мотоциклов и поясов для превращения дали части фанатов право посчитать, что сезон «Hibiki» — это Камэн Райдер только по названию. С другой стороны, вторая половина фанатов была в восторге от нового прочтения старой идеи. Первая половина сезона была во многом выдержана в духе традиционной японской мифологии с соответствующими атрибутами, и использовала оригинальный видео- и звуковой ряд. Однако затем производство перешло к другой группе креаторов в главе с Синъитиро Сиракурой (ярый враг Такадэры, боровшийся с ним за концепцию сезона ещё в начале производства), которые придерживались более «традиционных» взглядов на Райдеров и порезали множество идей первой команды, включая часть уже снятых серий. В итоге вторая половина сезона была специально сделана схожей с некоторыми канонами классических сезонов, но Хибики в итоге так и остался «как бы Камэн Райдером». Что интересно, свою цель Хибики выполнил — он прилично поднял упавшие рейтинги сериала, хотя по сравнению с Блэйдом этот подъём был весьма незначителен. Сезон имел 48 эпизодов.
В том же 2005 году компания «Toei» к 35-й годовщине начала работы над сериалом (ноябрь 1970 года) выпустила специальный полнометражный фильм «Kamen Rider The First». Эта полуторачасовая картина представляла собой вольный ремейк истории двух самых первых Райдеров, оформленный очень правдоподобным образом (в частности, Наездники здесь превращались без использования спецэффектов, поз голосовых команд). Картина вызвала большой интерес и имела приличные сборы. Примечательно то, что самих Райдеров здесь называли не Райдерами, а Хопперами (кузнечиками). Оба Райдера изначально предстали как антигерои или даже злодеи как в случае с Камен Райдером 1 после превращения в киборга. Хаято Итимондзи и вовсе был совершенно изменён. Здесь он являлся не фотографом, а редактором и изначально носил имя Кацухико Яно. В маленькой роли одного из знаковых персонажей оригинального сериала Тобея Татибаны снялся Хироси Мияути, актёр который сыграл оригинального Камен Райдера V3,а Кацухико Яно (Хаято Итимондзи) сыграл Хассэй Такано, сыгравший Миюки Тэдзуку-Камен Райдера Райю в сезоне Камен Райдер Рюки.
Затем, в январе 2006 года стартовал 16-й сезон сериала — «Kamen Rider Kabuto» («Камэн Райдер Кабуто»), концепция которого изначально была создана для Хибики. Сезон формально был посвящён 35-летию сериала и поэтому включал в себя многие детали, присутствовавшие в классических сезонах. Наездники (здесь их снова было много — 8 штук в сезоне, и 3 в фильме к сезону) снова начали называться собственно Камэн Райдерами, а часть из них, в том числе и заглавный герой Кабуто, получили именуемый удар «Rider Kick». Все Райдеры были снова основаны на насекомых (жуки, пчела, стрекоза и т. д.). В сезоне вышло 49 эпизодов. Из новинок можно было назвать то, что почти каждый Камэн Райдер имел сразу две формально равнозначные формы — «утяжелённую» и «облегчённую» (постепенно от использования первой формы почти совершенно отказались), и мог переходить в некий «ускоренный» режим для сражений с монстрами из космоса — Червями, которые тоже умели ускоряться. Сюжет повествовал о таинственной организации ZECT, которая сражалась с Червями, используя систему Камэн Райдеров, и о тайнах, стоящих за этой организацией. Впервые в сериале на стороне Райдеров сражался кто-то ещё, кроме самих Райдеров (здесь — целая организация со своими солдатами). Главный герой Тэндо Содзи был практически равнодушен ко всему происходящему и, казалось, знал все события сезона наперёд. Во второй части сезона он был «разбавлен» более традиционным и более эмоциональным «напарником» — Камэн Райдером Гаттаком. Вторая половина сезона вновь носила следы поспешной переделки (введение новых героев, более активный сюжет и т. д.). Многие Камэн Райдеры исчезали из сюжета на несколько серий. Однако успеха, который от него ожидали, сезон не достиг.
Следующий, 17-й по счёту, сезон, начавшийся в 2007 году, назывался «Kamen Rider Den-O» («Камэн Райдер Дэн-О») и вновь имел стандартное количество эпизодов — 49. Его главным героем стал путешествующий по времени на особом поезде времени Денлайнере Наездник в маске Дэн-О, причём каждая его форма являлась самостоятельной личностью, когда носителя тела Райдера захватывал специальный дух-демон Имажин. Вернувшись к идее множества форм Камэн Райдера, сезон также привнёс ещё множество новинок, например, многие монстры в этом сезоне после поражения вырастали до огромных размеров, и тогда Денлайнер трансформировался в огромный боевой мех. Аналогичная ситуация была со вторым Райдером сезона — Зероносом, который в своей основной форме сражался самостоятельно. И хотя непосредственные телевизионные рейтинги сезоны были не столь уж высокими, персонажи-Имажины стали невероятно популярны. Впервые персона и личность самого Камэн Райдера сезона оказалась явно на втором плане. Общая медийная популярность франшизы (но не самих телевизионных серий) Дэн-О привела к тому, что формально окончившийся сезон не окончился на самом деле.
В том же году был выпущен фильм Kamen Rider The Next (Камэн Райдер Следующий), который продолжал сюжет Kamen Rider The First и был перекладкой сезона про Камэн Райдера V3, но на первом месте всё равно были первые два Наездника. Сам V3,как и первые два Райдера изначально предстаёт в роли антигероя и врага Какмен Райдера 1 и 2,но затем становится их союзником. Иммея хорошие кассовые сборы, фильм был очень жесток, а его мрачный дух сделал его похожим на фильм ужасов. в роли Сиро Кадзами (Камен Райдера V3) снялся Като Казуки, сыгравший годом ранее Дайске Казаму -Камен Райдера Дрейка в сезоне Кабуто.
В 2008 году создатели запустили новый, 18-й сезон истории о Камэн Райдерах, который назывался «Kamen Rider Kiva» («Камэн Райдер Кива») (2008). Отчасти сезон использовал идею с «перемещением во времени» из прошлого сезона, так как сюжет развивался параллельно сразу в двух плоскостях — в 2008-м и 1986-м годах (будучи связанным одними героями, которые несколько раз путешествовали во времени между этими эпохами). По сюжету, обладающий таинственной силой Кивы новый Камэн Райдер сражался в 2008 году с кристаллическими энерго-вампирами Фангайя, в то время, как его будущий отец сражался с ними в 1986-м. Однако первая половина сезона вновь шла вяло, что снова привело к значительному падению рейтинга. Традиционный фильм к сезону удостоился смешанных отзывов. В итоге, в середине сезона Кива, а также второй главный Райдер сезона IXA прошли «модификацию» в новые формы и далее применяли только их (практически не возвращаясь в старые), а вторая половина сезона была максимально ускорена и усложнена за счёт введения новых персонажей и бурного развития сюжета. Рейтинги сезона в итоге это несколько подняло, но Кива был всё же завершён в 48 серий — минимальная длина на сегодня в периоде «Heisei» (обычно было 49-50 серий).
Также для повышения рейтинга было решено использовать Киву в новом неожиданном возвращении Дэн-О: весной 2008 года был снят второй фильм к сезону «Kamen Rider Den-O» — «Climax Deca», который сюжетно был сиквелом сезона и возвращал почти всех старых героев в действие. Камэн Райдер Кива также принимал участие в этом кино, но его роль была довольно слабой. Неожиданно фильм «Climax Deca» собрал вдвое больше, чем первый фильм о Дэн-О, что заставило создателей осенью 2008-го выпустить третий фильм, который назывался «Farewell, Den-O» и, как намекало название, должен был стать последним. В течение того же 2008 года вышло несколько коротких аниме про Имажинов, HD-переиздание сезона, а также множество других вещей.
Как бы то это всё ни было, но к моменту окончания истории о Киве (начало 2009 года), на японском телевидении уже шла реклама следующего сезона, который должен был стать юбилейным, поскольку он являлся десятым сезоном периода «Heisei». Перед этим, в связи с 50-летием канала «TV-Asahi», в компании «Toei» выпустили короткий телефильм «Kamen Rider G», который в полупародийном стиле обыгрывал «классические» штампы Камэн Райдеров. Сразу вслед за этим фильмом стартовал 19-й сезон сериала, названный «Kamen Rider Decade» («Камэн Райдер Декейд»).
По сюжету, фотограф-неудачник Цукаса Кадоя вместе с несколькими друзьями путешествовал по параллельным мирам, каждый из которых был альтернативной Вселенной определённого сезона Камэн Райдера периода «Heisei» (обычно c другими актёрами и сюжетом, чем в оригинале, но в мирах Кивы и Хибики вернулись многие актёры, а Дэн-О вообще остался без изменений). Свои личность и прошлое Декейд не помнил (это тайна сезона), причём к концу сезона они так и не были раскрыты. Декейд умел превращаться во ВСЕХ главных Камэн Райдеров сезонов периода «Heisei» (он получал эти формы, когда помогал этим Райдерам поверить в себя), а второй Райдер сезона — Диенд — умел вызывать в виде призраков-марионеток всех «второстепенных» Райдеров, изредка призывая и основных. Декейд и Диенд были врагами, поскольку Диенд путешествовал не ради спасения своего мира, а ради силы чужих Райдеров, которые он называл сокровищами. Одним из товарищей Декейда был не кто иной, как Камэн Райдер Кууга из одноимённого сезона 2000 года (но в другом исполнении и с другой историей). В целом всё это выглядело очень экзотично, но имело немало слабых мест, из-за которых рейтинги первой половины сезона оказались очень невысокими, и совершенно отличными от тех запредельных рейтингов, которых ожидали креаторы.
После показа первых 19 серий, когда «сезоны» кончились, создатели вдруг развернули историю о Декейде в другую сторону, теперь Декейд попадал в миры, где вразнобой встречался с разными прошлыми дополнительными Райдерами, врагами, и некоторыми «главными» Райдерами эпохи Сёва (а именно — с двумя Минами Котаро (снова в исполнении Тэцуи Кураты) и Амазоном) и даже с Синкэнджерами из параллельно идущего сезона Супер Сэнтая. Как говорили создатели сезона, они и сами не имели финала сценария Декейда в момент начала съёмок. В сентябре 2009 года на 31-й серии сезон был завершён, причём главный актёр Масахиро Иноуэ впоследствии признался, что с самого начала так и планировалось. Полноценное окончание сюжета было «перенесено» в новый фильм «Киновойна 2010», который вышел в декабре 2009 года и был слиянием трёх фильмов: конца Декейда, пролога к следующему сезону и кроссовера между этими Райдерами. Однако фильм не имел сцен из промо который был показан по окончании 31-й серии.
Параллельно весной 2009 года вышел четвёртый фильм про Ден-О, в котором приняли участие герои сезона про Декейда. Фильм снова имел значительный успех и сюжетно был между 15-й и 16-й сериями Декейда. Фильм к сезону о самом Декейде, который назывался «Все Райдеры против Дай Шокера» собрал в себе всех главных Камэн Райдеров из всех сезонов и фильмов (кроме альтернативных первых трёх), а также в ней был показан Камэн Райдер Дабл, персонаж следующего сезона. Фильм собрал огромную кассу. Сюжет раскрывал прошлое Декейда и включал альтернативного Лунную Тень и новую форму Кууги.
До окончания Декейда в «Toei» заговорили о том, что после него могут запустить ещё один сезон с героями Дэн-О. Однако постепенно эта идея трансформировалась в совершенно новый независимый сезон, который, однако, должен был заимствовать лучшие черты Дэн-О (прежде всего, юмор). Сезон в итоге получил название «Kamen Rider Double» («Камэн Райдер Дабл») и стартовал в сентябре 2009 года, нарушив традицию, по которой сезоны начинались и заканчивались в январе-феврале каждого года. Новый главный герой — Камэн Райдер Дабл, в рекламных целях мелькал в ранее упомянутом фильме «All Riders VS Dai Shocker».
Сюжет был достаточно необычен и повествовал о том, как двое молодых людей — Сётаро Хидари и Филипп — ведут частную детективную деятельность, находя и обезвреживая монстров Допантов. Сюжет использовал метод дилогий — в первой серии напарники получали заказ на новое расследование, встречали Допанта, проигрывали ему, а в следующей серии узнавали, кто он, и побеждали, после чего сдавали в полицию. Костюм Дабла был сделан из двух половин разного цвета. Новинка была в том, что при превращении два человека сливались в одного Камэн Райдера с раздвоенной личностью (один из героев терял на это время сознание и перемещался в тело другого). Впоследствии появилась форма, в которой тела героев сливались в одно целое, эта форма была из трёх сегментов. Монстры в сезоне были обычными людьми и подобно Даблу превращались в монстров с помощью флешек Гайа Мемори. Финальными атаками Райдеры монстров не убивали, а просто лишали возможности превращаться (флэшка разрушалась). Кроме того, герои использовали в своих расследованиях маленьких роботов-трансформеров, которые трансформировались из обычных бытовых приборов.
Сезон уже после премьеры имел весьма приличный успех, а на стадии выхода шестой серии был признан одним из лучших сезонов сериала. Первоначально будучи очень комичным, сезон быстро стал мрачнее и превратился в «драму, богатую юмором». Шли слухи, что закончится сезон на 52-й серии, но в итоге финальной стала 49-я серия (первая за два года).
В середине премьеры Дубля были выпущены сразу три официально последних фильма про Дэн-О — «Трилогия о Супер-Дэн-О». Эти фильмы были своеобразной компенсацией второго сезона о Дэн-О. Каждый фильм (кроме второго) рассказывал о каком-то определённом персонаже, и только во втором фильме главным героем был сам Дэн-О. Первый фильм был про Зероноса, второй был более имение про внука Рьотаро — Нового Ден-О, а третий — про декейдовского Диенда. По-сюжету, Диенд снова заглянул в мир Дэн-О, чтобы украсть Дэнлайнер, и столкнулся с новым Камэн Райдером G Дэн-О, с которым сошёлся в финальной битве. Также здесь Диенд получил собственную Совершенную Форму, очень похожую на таковую у Декейда, но опирающуюся на силы злых Хэйсэй-Райдеров (спорным в его «сборке злых» можно считать разве что Камэн Райдера Скалла). Трилогия снова имела успех и даже имела собственную заставку.
Высокие рейтинги Дабла придали компании Toei сил и 5 сентября 2010 года стартовал 21-й сезон — «Kamen Rider OOO» («Камэн Райдер Оуз»). Сюжет снова был необычен и рассказывал о том, как молодой человек по имени Эйдзи Хино стал Камэн Райдером Оузом, чтобы сражаться с монстрами Гридами, которые создавали из желаний людей примитивно ведущих себя монстров Ямми. Сезон был снова наполнен новыми идеями, в частности, темами Райдеров и монстров стали волшебные медальки. Также сезон утвердил идею с роботами-трансформерами, но это не избавило первые серии от плохого качества исполнения, даже игра актёров не сильно помогала. Подобно Даблу, сюжет использовал метод дилогий, но уже с меньшей сквозностью. Даже введение нового Райдера База не сильно подняло падающие рейтинги. Поэтому снова начали ускорять и улучшать сюжет, что снова несколько подняло рейтинг. Но всё же сезон имел 48 серий, подобно Киве и Хибики.
Также во время сезона вышел уже восьмой фильм о Ден-О, который собрал в себе всех главных Райдеров Сёва и Хэйсэй периодов, а также 5 персонажей других токукацу сериалов 70-х. И уже по традиции, в последней полнометражке выходящая во время сезона The Wonderful Shogun and 21 Core Medals, был показан Камэн Райдер Форзе, герой следующего сезона о Райдерах.
Падающие рейтинги медального Оуза заставили компанию Toei срочно пересматривать планы. На этот раз темами главного Райдера стали тумблеры, по смыслу напоминавшие флэшки Дабла. Впервые со времён Кивы создатели не стали показывать уже в первых сериях несколько новых форм. Сюжет Kamen Rider Fourze повествовал о хулиганистом старшекласснике Гентаро Кисараги, который получил от своего сокурсника специальный тумблерный пояс и стал Камэн Райдером Форзе, чтобы бороться с монстрами Зодиартами, в которых превращаются другие студенты. Также здесь у героя была целая команда поддержки, носившая название Камэн Райдер Клуба.
Райдеры сезона имели весьма детский дизайн: главный Райдер Форзе был основан на космическом шаттле, а второй Райдер, Метеор, был стилизован под комету и звёздное небо. Дух сезона был ещё более комичен, чем Дэн-О, причём здесь основной юмор приносил именно главный герой, отличавшийся идиотичным характером и чрезмерной эмоциональностью. Рюсэй Сакуто/Камэн Райдер Метеор, наоборот, был серьёзным персонажем и внёс в сезон драму. Однако, несмотря на это, сезон оказался не успешен, и стал новым «рекордсменом» по низости рейтинга. Всего вышло 48 эпизодов.
После провала Форзе компания Toei приняла решение отказаться от постоянного юмора и вернуть сериал в более серьёзный настрой. 2 сентября 2012 года вышел 23 сезон сериала — «Kamen Rider Wizard» (Камэн Райдер Визард). Главным героем является ведьмак Харуто Сома, который был использован в жертвоприношении для вызывания демоном Фантомов, но уцелел, не потеряв надежду на спасение. В результате он получил от таинственного Белого Мага пояс ВизарДрайвер, и стал использовать силу Камэн Райдера Визарда для борьбы с Фантомами. Источником сил ему служат волшебные кольца Wizard Rings, активируемые прикосновением руки с кольцом к пряжке пояса. Впервые Визард появился в фильме «Kamen Rider Fourze the Movie: Everyone, Space Is Here!», где помог Форзе и Метеору в борьбе с 12 Гороскопами. Также он эпизодически показан в последней серии Форзе.
Начинаясь как сезон, схожий по атмосфере с тремя предыдущими, вскоре дух сезона стал практически как у Кивы, то есть компания Toei действительно вернула сериалу привычный серьёзный дух. Рейтинги сезона вскоре стали на порядок выше, чем у двух предыдущих, а интересный магический сюжет только прибавил сезону популярности. Также в этом сезоне появился новый Райдер женского пола — Камэн Райдер Мэйдж, ставшая четвёртым Райдером сезона (всего их было 7). В итоге успех сезона настолько превзошёл ожидания, что Камэн Райдер Визард был продлён до 53 эпизодов, став самым длинным сезоном 21го века. Он окончился в конце сентября, в результате чего премьера следующего сезона была сдвинута на октябрь.
Воодушевлённая успехом Визарда, Toei решила продолжить производство серьёзных сезонов, но сочетая в концепции оригинальные и необычные идеи. На 6 октября 2013 года назначена премьера 24 сезона сериала, который получил название Kamen Rider Gaim (Камэн Райдер Гайм). Гайм совмещает в себе две темы: фрукты и самураи (при этом костюмы Райдеров совершенно не выглядят нелепыми). Для хеншина и смены форм использует Семена-Замки (Lock Seeds). Одна из отличительных черт Гайма — наличие нескольких соперничающих групп Райдеров.
События сезона происходят в городе Дзавамэ, которым управляет Yggdrasil Corporation. Жизнь в городе хороша лишь для взрослых, город не создан для детей и подростков. Дети и подростки ищут любой способ весело проводить время. Они идут против системы и создают соревнование по уличным танцам. Также они призывают из другого измерения маленьких монстров — Инвессов (Invess), используя Lock Seeds, и проводят между ними бои. Но чем больше Инбессы призываются, тем шире становятся межпространственные дыры и тем более крупные и мощные монстры выходят из них. Главный герой Кота Кадзураба, недавно оставивший свой танц-клуб, чтобы найти работу, начинает войну с этими монстрами с целью защищать людей. Вскоре он также возвращается в свою команду, в которой оказывается ещё один Райдер.
Сезон отличался более запутанным сюжетом, чем у его предшественника, со сложными, зачастую двуличными персонажами. Сюжетная линия может быть поделена на несколько арок, в каждой из которых ?был свой основной антагонист. В сезоне было сразу три основных Райдера, а пояса для превращения делились лишь на два типа, отличающиеся силой и используемыми Семенами-Замками. Однако рейтинг Гайма оказался несколько ниже, чем у его предшественника, из-за чего он был завершён в 47 серий — на одну меньше минимума в периоде Heisei.
5 октября 2014 года стартовал 25 сезон — Kamen Rider Drive (Камэн Райдер Драйв). В нём создатели вернулись к теме Райдера-полицейского, ранее использованной в сезонах Kamen Rider Agito и Kamen Rider Double. Темой Райдеров этого сезона являются андроиды и автомобили. Таким образом, это первый сезон, в котором основным транспортом главного Райдера является автомобиль, а не мотоцикл (хотя ранее автомобили уже имелись у нескольких Райдеров, основными их транспортными средствами оставались мотоциклы). Главный герой — полицейский детектив Синноскэ Томари, который предпочитает оставаться незаметным из-за душевной травмы прошлого. На Земле появилась враждебная форма жизни — андроиды Роимюды, который хотят занять место людей как властителей планеты. Используя разумный пояс Драйв Драйвер, который также помогает ему в расследованиях, Синноскэ превращается в Камэн Райдера Драйва, костюм которого стилизован под гоночный автомобиль. Для погонь за монстрами Драйв используется суперавтомобиль Тридорон. Многими критиками и фанатами использование автомобиля вместо мотоцикла было воспринято с шоком. Чтобы успокоить фанатов создатели сезона добавили Kamen Rider Mach и Kamen Rider Chaser основа которая и были мотоциклы.
4 октября 2015 года начался 26 сезон — Kamen Rider Ghost (Камэн Райдер Гост). Главный герой Тэнкудзи Такэру на восемнадцатилетие, получает подарок от умершего отца — таинственную вещь зовущуюся Окона (Eyecon, сочетание слов eye — око, глаз и icon — икона). Однако во время нападения монстр Гамма, Такэру погибает. Таинственный отшельник вручает ему драйвер Госта и говорит, что душа Такэру теперь находится внутри той самой Оконы. У Такэру есть 99 дней что бы собрать 15 Окон великих героев и тогда он сможет загадать одно желание — воскреснуть. Ситуацию усложняет второй Райдер сезона — Спектр, который так же собирает Оконы для воскрешения своей сестры.
После окончания истории Госта стартовал 27 сезон — Kamen Rider Ex-Aid (Камэн Райдер Экс-Эйд), который соединил в себе такие темы, как видеоигры и медицина. Главный герой Эму Ходжо — гениальный геймер и врач-интерн в центре Кибер-Спасения, для которого спасти пациента, вне зависимости от его личного мнения или принадлежности к добру и злу, является главной ценностью. Устройствами для превращения и смены формы служат игровые картриджи (Gashats) и Гейм Драйвер. Противниками Райдеров сезона являются монстры Багстеры — ожившие персонажи видеоигр, способные заражать людей своими вирусами и потом существовать в реальности за счёт поглощения их жизненной энергии. Центр Кибер-Спасения занимается лечением таких пациентов, и бои Камэн Райдеров сезона трактуются как операции, проводимые врачами КС. В 24-м эпизоде в преддверии фильма-кроссовера «Kamen Rider × Super Sentai: Chou Super Hero Taisen» состоялся кроссовер с одним из главных героев «Uchu Sentai Kyuranger» — Лаки, самым везучим парнем во Вселенной, где вместе с Экс-Эйдом и его командой, он победил очередного Багстера. Помимо Экс-Эйда есть другие доктора-райдеры Kamen Rider Brave, Snipe, Laser, Genm, Para-DX, Poppy и злого Камэн Райдера Kamen Rider Cronus повелитель времени.
После окончания истории Экс-Эйда, 3 сентября 2017 года стартовал 28 сезон — Kamen Rider Build (Камэн Райдер Билд), темой которого была наука. По сюжету, была совершена экспедиция на Марс, где был найден загадочный артефакт — Ящик Пандоры, но его открытие привело к неожиданным последствиям: на Земле выросли гигантские стены, которые разделили Японию на три региона — Тоуто (Восточный регион), Хокуто (Северный регион) и Сэйто (Западный регион). Жители этих регионов подвергаются нападению Смэш — неизвестных доселе форм жизни. Главный герой Сэнто Кирью — гениальный физик, занимается научными экспериментами и выведением формул успеха. Правительство региона Тоуто попросило его разгадать тайну, что стоит за Ящиком Пандоры и Смэш вместе с Банджо Рюга Kamen Rider Cross-z.
После окончания истории Билда, 2 сентября 2018 года стартовал 29 сезон — Kamen Rider Zi-O (Камэн Райдер Зи-О), темами которого были время и символы письменности. Главный герой — Сого Токива, 18 лет, 2000 года рождения. С виду обычный студент старших классов, но с рождения знавший, что ему уготована судьба стать великим королём. Однажды пред ним предстала незнакомка из 2068 года и сказала ему, что он обречён стать королём, который поработит весь мир. Сого становится Камэн Райдером Зи-О и начинает своё путешествие сквозь пространство и время, чтобы изменить свою судьбу, попутно встречая легендарных Камэн Райдеров Хэйсэя. Это последний сезон, снятый в эпоху Хэйсэй.

### Эпоха Рэйва Камэн Райдеров (2019—настоящее время)
После окончания истории Зи-О и всех Райдеров Хэйсэя, 1 сентября 2019 года стартовал 30 сезон — Kamen Rider Zero-One (Камэн Райдер Зеро-Ван (01)), темой которого были будущее и мечты. По сюжету, Япония вступила в новую эпоху — Разум Хидэна (Hiden Intelligence), ведущая компания в сфере ИИ создала Мехалюдей — человекоподобных андроидов, которые стали неотъемлемой частью как общественной, так и личной жизни. Но были и те, кто хотел использовать Мехалюдей для истребления человечества — террористическая организация, известная как «ГромРазрушения. NET». Для борьбы с этой напастью, правительство создало Специальный отдел по делам искусственного интеллекта — СОИИ, для уничтожения этих саботированных Мехалюдей. Главный герой Аруто Хидэн — неудавшийся сценический комик, внезапно был назначен в должность президента Разума Хидэна после смерти своего деда, Корэносукэ Хидэна. Изначально он не был заинтересован, но став свидетелем терактов со стороны «ГромРазрушения. NET», изменил своё мнение и стал Камэн Райдером Зеро-Ваном, чтобы защитить людей и их мечты. Это первый сезон, снятый в эпоху Рэйва.
После окончания истории Зеро-Вана, 6 сентября 2020 года стартовал 31 сезон Kamen Rider Saber (Камэн Райдер Сэйбер), темой которого были рыцари, книги и сказки. По сюжету, секта меченосцев под названием «Меч Логоса» защищала Книгу Древних, могущественный том истории, содержащий всё, что известно человеку; мифы, существа, истории, наука, техника и эволюция человеческой цивилизации. Однако тысячи лет назад предатель, работавший на Мегиддо, пытался украсть его для себя. В результате противостояния Книга исчезла, и каждая её страница рассеялась по всему миру. Спустя тысячелетия, молодому писателю Тоуме Камиямэ приснилось иное измерение, где видел монстров и меченосцев, вышедших из книги, и загадочная девушка, взывающая о помощи. Вспоминая сон, он ознобил свой позвоночник, ничего не зная. Однажды странное явление произошло без уведомления; часть города исчезла. По мере того, как любимые люди исчезают один за другим, это приводит весь народ в хаос. Исчезнувшая часть города появилась в альтернативном измерении, называемом Мир Чудес, бесконечное измерение размером со страницы из книги. В этом измерении живут магические существа, которые нападают без колебаний, посылая людей в страхе и растерянности. Поскольку Тоума и Мэй пойманы в этом явлении, атака напоминает Тоуме о его сне, поскольку он подвергается нападению таинственного монстра. «Я обязательно верну город в первоначальный мир!». Как будто это отвечало его самой воле, Тоума использует силу красного Дракона, когда он сливается с его телом, превращая его в Мечника Огня. Битва между реальным миром и Миром Чудес имеет конец, и только Тома может написать его, поскольку судьба всего мира попадает в его руки.
После окончания истории Сэйбера, 5 сентября 2021 года стартовал 32 сезон Kamen Rider Revice (Камэн Райдер Рэвайс), темой которого были животные, штампы и демоны. По сюжету, Мертвецы — организация, которая поклоняется демонам. С помощью таинственных Вистампов из людей рождаются монстры по имени Мертвец. Икки Игараси борется за защиту своей семьи от лап Мертвецов. У него самого есть контракт с Вайсом, демоном, который живёт в теле Икки. Вместе они превращаются в двух Камэн Райдеров: Икки в роли Камэн Райдер Рэвай и Вайс в роли Камэн Райдер Вайс. Вместе они — Камэн Райдер Рэвайс.
3 апреля 2021 года был анонсирован фильм Shin Kamen Rider, режиссёром является Хидэаки Анно, выпуск намечен на март 2023 года. Главные роли исполняют Сосукэ Икэмацу (Такэси Хонго / Kamen Rider) и Минами Хамабэ (Рурико Мидорикава).
После окончания истории Ревайса, 4 сентября 2022 года стартовал 33 сезон Kamen Rider Geats (Камэн Райдер Гитс), темой которого были королевская битва и игры на выживание. По сюжету, «Гран-При Желания» — игра, призванная защитить покой города от угрозы таинственного врага «Джамато», чьё происхождение и цель неизвестны. Каждый участник превращается в Камэн Райдера и соревнуется за победу в игре, побеждая врагов и спасая людей. Победитель получит в качестве приза «право воплотить в жизнь идеальный мир». Другими словами, только настоящий герой, победивший в соревновании, сможет воплотить в жизнь желаемый им мир.
После окончания истории Гитса, 3 сентября 2023 года стартовал 34 сезон Kamen Rider Gotchard (Камэн Райдер Готчард), темой которого были алхимия, школа и карты. По сюжету, Алхимия - псевдонаука, пытающаяся создать "золото" из различных комбинаций. Во время одного эксперимента оживает искусственная раса существ, а история вращается вокруг эпохи, когда эти эксперименты проводились тайно. Эта искусственная форма жизни "Кемми", произведённая для имитации вещей, существующих в реальном мире, была создана с помощью лучших методов алхимии. Каждый из них бережно хранился в Хим-Картах. Пока случайно не был выпущен на свободу. Нашему главному герою, Хоутаро Итиносэ, доверен Готчард Драйвер и миссия по их сбору. Некоторые из них хорошо ладят с людьми, и, если резонируют с добрым сердцем, Хоутаро может слиться с ними и превратиться в райдера. Это первый юбилейный сезон, снятый в эпоху Рэйва.
После окончания истории Готчарда, 1 сентября 2024 года стартовал 35 сезон Kamen Rider Gavv (Камэн Райдер Гавв), темой которого были еда и снэки. По сюжету, надвигающаяся угроза монстров. Гранюты, монстры из другого мира. Люди не знают, что они тайно приходят в их мир. Люди не знают, что на их вид охотятся. Один молодой человек встает на защиту человечества. Сёма — молодой человек, который любит поесть. Поедая сладости, он может создавать существ, известных как Готидзо, которые становятся его спутниками и его главным источником силы как Камэн Райдера Гавва. История Сёмы, который сражается за защиту счастья людей от Гранютов, начинается сейчас!
После окончания истории Гавва, 7 сентября 2025 года стартует 36 сезон Kamen Rider Zeztz (Камэн Райдер Зэтц), темой которого будут агенты и борьба с кошмарами. По сюжету, получив серьёзное ранение главный герой Баку попадает в мир сновидений, где его принимают в организацию CODE для борьбы с существами, называемыми Ночными кошмарами, которые нападают на людей.
Делом этих нападений занимаются двое полицейских Тэцуя и Наска, которые выслеживают как монстров, так и Камэн Райдера. Младшая сестра Минами всячески поддерживает главного героя, а таинственный злодей Нокс помогает кошмарам воплотиться в реальность.
Убежать от кошмара Баку поможет робоцикл Зеро.